# Exovedat
L'Exovedat est le nom donné par le chef Métis Louis Riel à son conseil durant la Rébellion du Nord-Ouest canadienne en 1885. C'est dix ans avant la rébellion, en sortant d'une messe donnée à Washington, D.C., que Riel eut sa première vision de Dieu lui parlant latin - Riel en vint à croire que Dieu l'avait élu pour guider son peuple vers la Terre promise, de la même manière que Moïse avait pu le faire avec les Hébreux. Riel pris dès lors le second prénom de "David", et se donna le titre de "Prophète du Nouveau Monde".
De manière à faciliter ses ambitions politiques et religieuses, Riel forma l'Exovedat en mars 1885. Ce néologisme, dérivé des mots latins ex (hors) et ovis (mouton) est censé désigner "ceux qui ont quitté le troupeau". Le Conseil était composé de vingt hommes, dont Gabriel Dumont et Honoré Jackson. La majorité d'entre eux était Métis, mais on y comptait également deux canadiens français, le chef Sioux White Cap, ainsi que Jackson, un blanc anglophone de confession méthodiste (et le premier à se faire baptiser dans la nouvelle religion de Riel).
Le but de l'Exovedat était d'améliorer la condition des Métis, de plus en plus marginalisés et appauvris en dépit du succès enregistré par Riel en 1870 avec la création de la province du Manitoba à l'issue de la Rébellion de la rivière Rouge. Son rôle était également de soutenir Riel dans ses efforts de prosélytisme pour son nouveau culte, même si l'étendue de sa compréhension ou de son acceptation des dogmes ésotériques du chef Métis n'est pas très claire. Les membres du conseil n'en proclamèrent pas moins Riel "prophète au service de Jésus Christ et fils de Dieu et seul rédempteur du monde".
La dernière réunion de l'Exovedat eut lieu peu avant la défaite métis, le 31 mars 1885.